# Anthurium acanthospadix
Anthurium acanthospadix — многолетнее травянистое вечнозелёное растение, вид рода Антуриум (Anthurium) семейства Ароидные, или Аронниковые (Araceae).

## Ботаническое описание
Наземные растения.

### Листья
Катафиллы полукожистые, 25—30 см длиной, на вершине острые, в высохшем виде красновато-коричневые, сохраняющиеся полуповреждёнными.
Листья прямостоячие. Черешки 1,4—1,6 м длиной, 1,2—2 см в диаметре, от цилиндрических до притуплённоугловатых или широкожелобчатых. Листовые пластинки узкоовальные, стреловидные в основании, 1—1,5 м длиной, 55—70 см шириной, наиболее широкие в месте соединения с черешком, полукожистые. Нижняя доля 62—97 см длиной, верхняя доля 31—46 см длиной, 24—30 см шириной, пазуха от овальной до ромбовидной, 29—45 см глубиной.
Верхняя поверхность в высохшем виде матовая, тёмно-коричневая, нижняя поверхность при высыхании обычно с коричневыми или тёмно-коричневыми крапинками. Центральная Жилка при высыхании сверху от выпуклой до узковыпуклой, от узковыпуклой до узкоокруглённой снизу; первичные жилки по 8—10 с каждой стороны, две пары у основания свободные, соединённые вместе на длине 1,5—2,5 см, в высохшем виде узкоострые снизу; жилки следующего порядка свободные на длине 9—13 см; первичные жилки по 13—18 с каждой стороны, сходящиеся к вершине и соединяющиеся в общую жилку, отклонённые от центральной жилки на 55°—70°, в высохшем виде узкоострые снизу; межпервичные жилки выпуклые; третичные жилки выпуклые сверху и снизу; общие жилки соединяют ближайшие от основания и проходят в 1—6 мм от края или иногда почти сливаются с краем.

### Соцветие и цветки
Соцветие вертикальное. Цветоножка 36—49 см длиной, 11—14 мм в диаметре. Покрывало 18—25 см длиной, ланцетовидное, раскидистое, полукожистое, но ломкое, от красноватого до пурпурового, расположенное по углом 40°—50° к цветоножке и с краями, направленными друг к другу под углом 70°—90°. Ножка 1—2 см длиной спереди и 0,5—1 см длиной сзади.
Початок от красноватого до пурпурового; ножка початка вертикальная, 32—38 см длиной, 1,8—2,4 см в диаметре, сужающаяся. Цветочныйквадрат слаборомбовидный, 1,8—2,0 мм длиной и 1,5—2,0 мм шириной, края прямые. 15—16 цветков в основной спирали, 20—25 — в дополнительной;рыльце округлое; лепестки в высохшем виде матовые, тёмно-коричневые; боковые лепестки 1,2—1,5 мм длиной и 0,5—0,6 мм шириной, внутренний край прямой, внешний — угловатый; пыльники не заметные..

### Плоды
Соплодие вертикальное, покрывало обычно опадающее; початок 35—49 см длиной, 3—3,5 см в диаметре; пестики сохраняющиеся, 3—5 мм длиной. Плоды — красные, яйцевидно-эллипсоидные ягоды, 8 мм длиной и 1,9 мм в диаметре, на вершине с крючком до 5 мм длиной.

## Распространение
Встречается в Колумбии (Антьокия).
Растёт в предгорных дождевых тропических лесах, на высоте 1390—1450 м над уровнем моря.